# Colonia Caracol
Colonia Caracol är en ort i Mexiko.   Den ligger i kommunen Tepeji del Río de Ocampo och delstaten Hidalgo, i den sydöstra delen av landet, 60 km norr om huvudstaden Mexico City. Colonia Caracol ligger 2 148 meter över havet och antalet invånare är 442.
Terrängen runt Colonia Caracol är kuperad söderut, men norrut är den platt. Runt Colonia Caracol är det ganska tätbefolkat, med 155 invånare per kvadratkilometer. Närmaste större samhälle är Colonia Santa Teresa, 15,3 km sydost om Colonia Caracol. I omgivningarna runt Colonia Caracol växer huvudsakligen savannskog.